# Valeria Moesina
Valeria Aleksandrovna Moesina (Russisch: Валерия Александровна Мусина) (Moskou, 18 augustus 1987) is een Russisch basketbalspeelster die uitkwam voor het nationale team van Rusland.

## Carrière
In 2009 ging Moesina spelen voor Sparta&K Oblast Moskou Vidnoje. Met die club werd ze een keer tweede om het Landskampioenschap van Rusland in 2010. Ook haalt ze een keer de finale om de Beker van Rusland in 2010. Ze speelde niet in de finale om de EuroLeague Women. In 2010 gaat ze naar CCC Polkowice in Polen. Met die club werd ze Landskampioen van Polen in 2013. Ook werd ze Bekerwinnaar van Polen in 2013. In 2017 stopte ze met basketbal.
Met Rusland speelde Moesina op het Europees Kampioenschap in 2013.

## Privé
Valeria heeft ook een zus, Raisa Moesina, die ook voor Sparta&K Oblast Moskou Vidnoje en CCC Polkowice speelde en die ook voor het nationale team van Rusland speelde.

## Erelijst
- Landskampioen Rusland:
  - Tweede: 2010
- Bekerwinnaar Rusland:
  - Runner-up: 2010
- Landskampioen Polen: 1
  - Winnaar: 2013
  - Tweede: 2011, 2012, 2014
  - Derde: 2017
- Bekerwinnaar Polen: 1
  - Winnaar: 2013
  - Runner-up: 2014